# Polyxenus
Polyxenus är ett släkte av mångfotingar som beskrevs av Pierre André Latreille 1802/1803. Polyxenus ingår i familjen penseldubbelfotingar.

## Dottertaxa tillPolyxenus, i alfabetisk ordning[1][2]
- Polyxenus albus
- Polyxenus anacapensis
- Polyxenus anophthalius
- Polyxenus buxtoni
- Polyxenus caudatus
- Polyxenus chalcidicus
- Polyxenus chilensis
- Polyxenus colurus
- Polyxenus conformis
- Polyxenus fasciculatus
- Polyxenus germanicus
- Polyxenus hangzhoensis
- Polyxenus hawaiiensis
- Polyxenus koreanus
- Polyxenus lagurus
- Polyxenus lapidicola
- Polyxenus lepagei
- Polyxenus lophurus
- Polyxenus lucidus
- Polyxenus macedonicus
- Polyxenus oromii
- Polyxenus ovalis
- Polyxenus paraguayensis
- Polyxenus platensis
- Polyxenus ponticus
- Polyxenus pugetensis
- Polyxenus rossi
- Polyxenus senex
- Polyxenus shinoharai
- Polyxenus sokolowi
- Polyxenus superbus
- Polyxenus triocellatus
- Polyxenus tuberculatus